# Янівський повіт
Янівський повіт (пол. powiat janowski)  — один з 20 земських повітів Люблінського воєводства Польщі.
Утворений 1 січня 1999 року в результаті адміністративної реформи.

## Загальні дані
Повіт знаходиться у південно-західній частині воєводства. Адміністративний центр — місто Янів-Любельський. Станом на 1.01.2008 населення становить 47 650 осіб, площа 875,28 км².

## Демографія
Демографічні дані повіту станом на 30.06.2005:
|       | Всього | Всього | Жінки  | Жінки | Чоловіки | Чоловіки |
| ----- | ------ | ------ | ------ | ----- | -------- | -------- |
|       | осіб   | %      | осіб   | %     | осіб     | %        |
| Повіт | 48 005 | 100    | 24 155 | 50,3  | 23 850   | 49,7     |
| Міста | 11 863 | 100    | 6045   | 51    | 5818     | 49       |
| Села  | 36 142 | 100    | 18 110 | 50,1  | 18 032   | 49,9     |